# Chiesa di San Lorenzo (Montagut i Oix)
La chiesa di San Lorenzo (in catalano: Església de Sant Llorenç) è un luogo di culto cattolico che si trova a Montagut i Oix, in Catalogna.

## Storia

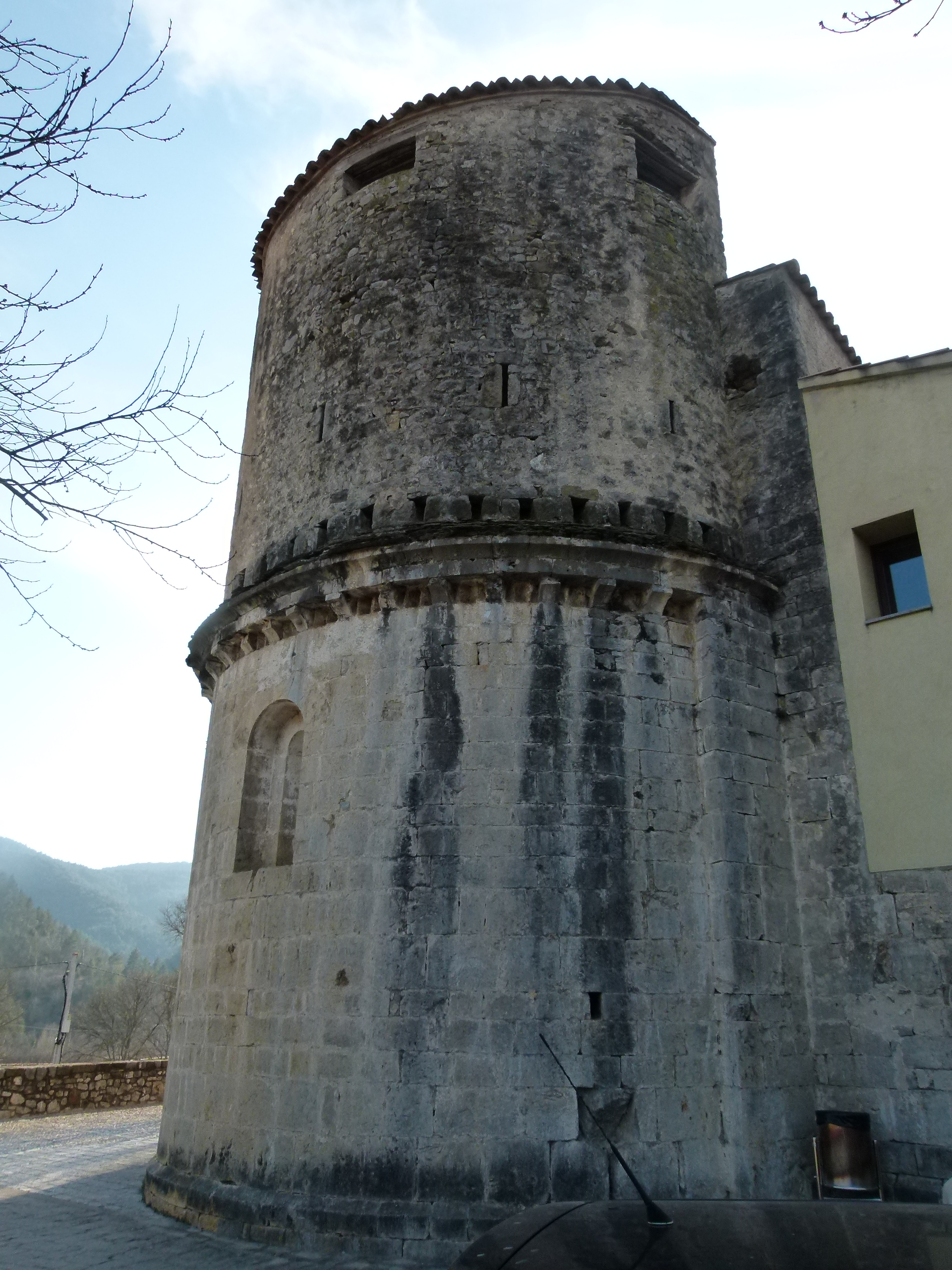
Parte absidale.

La chiesa venne edificata in epoca romanica. La famiglia Barutell donò nel XVI secolo le pale d'altare che sono ancora presenti.

## Descrizione
L'edificio è in stile romanico. L'interno ha una navata unica con volta a sesto acuto e abside semicircolare. L'orientamento è verso est. Conserva uno spazio fortificato di difesa costruito sulla sua sommità in epoca medievale.
Il campanile a vela doppia si trova sulla facciata ovest. Il portale si trova sulla facciata laterale, a sud. All'interno è conservato lo stemma della nobile famiglia dei Barutell.